# Адриана Триджиани
Адриана Триджиани (на английски: Adriana Trigiani) е американска продуцентка, режисьорка, сценаристка, и писателка на бестселъри в жанра любовен роман, романтичен трилър, драма и документалистика.

## Биография и творчество
Адриана Триджиани е роден през 1964 г. в Биг Стоун Гап, Вирджиния, САЩ. Израства в голямо семейство от италиански произход. Баща ѝ е производител на облекло, а майка ѝ е библиотекарка.
Завършва театрално майсторство през 1981 г. в колежа „Сейнт Мери“ в Нотър Дейм, Индиана. Там пише и режисира първата си пиеса „Notes From the Nile“. Основава и участва в дамската комедийна трупа „Изгонените“ в университетския театър.
След дипломирането си през 1982 г. се премества в Гринуич Вилидж, Ню Йорк, където доразвива идеята на „Изгонените“ в кабаретен вариант и прави представления в продължение на 7 години. За да се издържа работи допълнително и като готвач, офис работник, домашен помощник, билетопродавач. В Ню Йорк се запознава с Рут Гьоц, от която се учи.
През 1985 г. прави първия си дебют като драматург с пиесата „Secrets of the Lava Lamp“. През 1986 г. продава първия си сценарий „Three to Get Married“. В следващите години пише за телевизията.
През 1996 г. режисира документалния филм „Queens of the Big Time“ – история за родния град на баща ѝ Розето, Пенсилвания, с който печели наградата на публиката.
През 2000 г. е публикуван първия ѝ роман „Big Stone Gap“ (Голямата каменна бездна) от едноименната поредица. През 2014 г. авторката го екранизиран едноименния филм с участието на Ашли Джъд, Патрик Уилсън и Джейн Краковски.
През 2004 г. издава документалната книга „Cooking with My Sisters“ със сестра си Мария.
През 2009 г. е издаден първия ѝ роман „Страст, сълзи и лачени обувки“ от поредицата „Валънтайн“.
Произведенията на писателката често са в списъците на бестселърите и са издадени в 36 страни по света.
Адриана Триджиани живее със семейството си във викторианска къща в Уест Вилидж, Ню Йорк.

## Произведения

### Самостоятелни романи
- Lucia, Lucia (2003)
- The Queen of the Big Time (2004)
- Rococo (2005)
- The Shoemaker's Wife (2012)
- All the Stars in the Heavens (2015)
- Kiss Carlo (2017)

### Серия „Биг Стоун Гап“ (Big Stone Gap)
1. Big Stone Gap (2000)
2. Big Cherry Holler (2001)
3. Milk Glass Moon (2002)
4. Home to Big Stone Gap (2006)

### Серия „Валънтайн“ (Valentine Trilogy)
1. Very Valentine (2009)
Страст, сълзи и лачени обувки, изд.: ИК „ЕРА“, София (2009), изд. „СББ Медиа“ (2016), прев. Цветана Генчева
2. Brava, Valentine (2010) – издаден и като „Encore Valentine“
Улицата на мечтите, изд.: ИК „ЕРА“, София (2010), изд. „СББ Медиа“ (2015), прев. Цветана Генчева
3. The Supreme Macaroni Company (2013)

### Серия „Виола“ (Viola)
1. Viola in Reel Life (2009)
2. Viola in the Spotlight (2011)

### Сборници
- American Girls About Town (2004) – със Синди Чупак, Лорън Хендерсън, Криси Манби, Сара Млиновски, Дженифър Уайнър и Лорън Уайзбъргър

### Документалистика
- Cooking with My Sisters: One Hundred Years of Family Recipes, from Bari to Big Stone Gap (2004)
- Don't Sing at the Table: Life Lessons from My Grandmothers (2010)
- The Wisdom of My Grandmothers (2012)

### Екранизации и филмография
- 1989 – 1990 A Different World – ТВ сериал, автор на 3 епизода
- 1990 Working It Out – ТВ сериал, автор на 2 епизода
- 1991 – 1992 The Cosby Show – ТВ сериал, автор на 4 епизода, продуцент
- 1993 – 1994 CityKids – ТВ сериал, продуцент на 13 епизода
- 1994 Growing Up Funny – ТВ филм, автор и изпълнителен продуцент
- 1994 Macy's Thanksgiving Day Parade – ТВ филм
- 1995 Central Park West – ТВ сериал, автор на 1 епизод
- 1996 Queens of the Big Time – документален, режисьор
- 1997 Green Chimneys – документален, продуцент
- 2014 Big Stone Gap – автор и режисьор